# Henry Creamer
Henry Creamer (* 21. Juni 1879 in Richmond (Virginia); † 14. Oktober 1930 in New York City) war ein amerikanischer Texter von Popsongs, war aber auch als Komponist, Sänger und Verleger tätig.

## Leben und Wirken
Creamer wuchs in New York auf und arbeitete ab 1900 in einem New Yorker Musiktheater, anfangs als Platzanweiser und Programmverkäufer, dann als Bühnenmanager und exzentrischer Tänzer. 1906 begann er, Songtexte zu schreiben, zunächst gemeinsam mit Tom Lemonier. Dann trat er sowohl in Amerika als auch in Europa im Vaudeville auf. Insbesondere mit Turner Layton schrieb er zahlreiche Songs, von denen einige als Bestandteil des Great American Songbook gezählt werden. Auch schrieb er für einige Broadwayrevuen wie Strut Miss Lizzie.
Gemeinsam mit James Reese Europe gründete er den Clef Club, der als Organisation für afroamerikanische Musiker und Unterhaltungskünstler relevant war.

## Liste von Songs (Auswahl)
- After You’ve Gone (Musik: Turner Layton, 1918)
- Alabama Stomp (Musik: James P. Johnson, 1926)
- Dear Old Southland (Musik: Turner Layton, 1921)
- Ev'rybody's Crazy 'bout the Doggone Blues, But I'm Happy (Musik: Turner Layton, 1918)
- I Must Have Someone to Love Me (Musik: James Reese Europe, 1915)
- If I Could Be with You (One Hour Tonight) (Musik: James P. Johnson, 1926)
- Strut Miss Lizzie (Musik: Turner Layton, 1921)
- Sweet Emalina My Gal(Musik: Turner Layton, 1917)
- The Bombo-Shay (Text & Musik: Henry Creamer, 1917)
- That's a Plenty (Musik: Bert A. Williams, 1909)
- Way Down Yonder In New Orleans (Musik Turner Layton, 1922)